# ロス・ロンリー・ボーイズ
ロス・ロンリー・ボーイズ（Los Lonely Boys）はアメリカ合衆国テキサス州出身のロック・バンド。テハーノ（メキシコ系）であるガルサ家の3兄弟により結成された。

## メンバー
- ヘンリー・ガルサ（Henry Garza） - ギター、ヴォーカル、ハーモニカ
- ジョジョ・ガルサ（Jojo Garza） - ベース、ヴォーカル、ピアノ
- リンゴ・ガルサ（Ringo Garza） - ドラム、ヴォーカル

※ヘンリーが長男、ジョジョが次男、リンゴが末っ子。

## 略歴

### デビュー前
3人の父は、ラテン音楽を演奏するミュージシャンであり、その影響で早くから音楽に親しんだ。ヘンリーは4歳でギターを始め、ジョジョはギターやピアノを練習した後ベースに転向、リンゴも9歳でドラムを始め、まずは父のバック・バンドとして活動。1990年代後半には、ロス・ロンリー・ボーイズとしての活動を開始した。1998年に自主制作CDを発表。カントリーの大御所ウィリー・ネルソンに気に入られた。

### デビュー後
2003年8月12日、『Or Music』というレーベルから『ロス・ロンリー・ボーイズ』を発表して、本格的にデビュー。B.B.キング等のライヴに同行する。2004年には『ロス・ロンリー・ボーイズ』がメジャー配給され、2005年2月2日には日本でも発売（ジョニー・キャッシュのカヴァー等のボーナス・トラックを追加）。グラミー賞の4部門にノミネートされ、シングル「ヘヴン」で最優秀ポップ・グループ部門を受賞した。同年にはサンタナの『オール・ザット・アイ・アム』に、三人揃って参加。

## ディスコグラフィ
- 『ロス・ロンリー・ボーイズ』 - Los Lonely Boys 2003年
- 『セイクレッド〜神聖』 - Sacred 2006年
- 『フォーギヴン〜赦し』 - Forgiven 2008年
- 『ロクパンゴ』- Rockpango 2011年
- 『レヴェレーション』 - Revelation 2013年